# قائمة رموز أيزو 639-3
هذه قوائم  رموز اللغات بأيزو 639-3 .
قائمة رموز أيزو 639-3 |
a |
b |
c |
d |
e |
f |
g |
h |
i |
j |
k |
l |
m |
n |
o |
p |
q |
r |
s |
t |
u |
v |
w |
x |
y |
z
| ابحث عن اللغة                                          |
| ------------------------------------------------------ |
| ادخل رمز لغة أيزو 639-3 كي تجد المقالة المتوافقة معها. |
|                                                        |